# Griekenland op de Olympische Zomerspelen 1980
Griekenland nam deel aan de Olympische Zomerspelen 1980 in Moskou, Sovjet-Unie. Er werden drie medailles gewonnen, waaronder 1 gouden.

## Medailleoverzicht
| Sport     | Olympiër                                           | Discipline               | Medaille |
| --------- | -------------------------------------------------- | ------------------------ | -------- |
| Worstelen | Stelios Mygiakis                                   | -62kg Grieks-Romeins (m) | Goud     |
| Worstelen | Georgios Khatziioannidis                           | -62kg vrije stijl (m)    | Brons    |
| Zeilen    | Tasos Boudouris Tasos Gavrilis Aristidis Rapanakis | soling                   | Brons    |

## Deelnemers en resultaten per onderdeel

### Atletiek
| Olympiër              | Discipline            | Resultaat | Prestatie                                          |
| --------------------- | --------------------- | --------- | -------------------------------------------------- |
| Lambros Kefalas       | 100m (m)              | 29e       | serie 2: 2de in 10,70 kwartfinale 1: 8ste in 10,62 |
| Nikolaos Angelopoulos | 200m (m)              | 38e       | serie 1: 4de in 21,98                              |
| Michael Koussis       | marathon (m)          | 20e       | 2:18.02                                            |
| Aristidis Karageorgos | 20km snelwandelen (m) | 20e       | 1:36.53,4                                          |
| Aristidis Karageorgos | 50km snelwandelen (m) | 12e       | 4:24.36                                            |
| Dimitrios Delifotis   | verspringen (m)       | 15e       | kwalificatie groep A: 12de met 7,74m               |
|                       |                       |           |                                                    |
| Maroula Lambrou       | verspringen (v)       | 15e       | kwalificatie groep A: 8ste met 6,37m               |
| Sofia Sakorafa        | speerwerpen (v)       | DNF       | kwalificatie groep A: geen geldige poging          |

### Gewichtheffen
| Olympiër                | Discipline  | Resultaat | Prestatie                                                        |
| ----------------------- | ----------- | --------- | ---------------------------------------------------------------- |
| Ioannis Katsaidonis     | -52kg (m)   | 10e       | trekken: 9de met 95kg stoten: 11de met 112,5kg totaal: 207,5kg   |
| Ioannis Sidiropoulos    | -56kg (m)   | 10e       | trekken: 15de met 102,5kg stoten: 8ste met 140kg totaal: 242,5kg |
| Pavlos Lespouridis      | -67,5kg (m) | 15e       | trekken: 14de met 120kg stoten: 15de met 150kg totaal: 270kg     |
| Nikos Iliadis           | -90kg (m)   | 8e        | trekken: 9de met 150kg stoten: 7de met 195kg totaal: 345kg       |
| Dimitrios Zarzavatsidis | -110kg (m)  | 8e        | trekken: 8ste met 155kg stoten: 7de met 192,5kg totaal: 347,5kg  |

### Roeien
| Olympiër                                | Discipline      | Resultaat | Prestatie                                                                       |
| --------------------------------------- | --------------- | --------- | ------------------------------------------------------------------------------- |
| Konstatinos Kontomanolis                | skiff (m)       | 8e        | serie 1: 2de in 7.55,61 halve finale 2: 4de in 7.23,15 finale B: 2de in 7.20,29 |
| Nikolaos Ioannidis Georgios Kourkoumbas | twee-zonder (m) | 17e       | serie 1: 5de in 7.58,37 herkansingen: 5de in 7.24,93                            |

### Schietsport
| Olympiër                | Discipline         | Resultaat | Prestatie                             |
| ----------------------- | ------------------ | --------- | ------------------------------------- |
| Athanasios Papageorgiou | 50m geweer liggend | 32e       | 591 punten: (98-100-99-98-99-97)      |
| Rodolfos Alexakos       | skeet              | 11e       | 194 punten: (24-24-24-24-24-25-24-25) |
| Petros Pappas           | skeet              | 39e       | 184 punten: (21-25-21-24-22-23-25-23) |

### Waterpolo
| Olympiër | Discipline | Resultaat | Prestatie |
| --- | ---------- | --------- | --- |
| Ioannis Vossos Thomas Karalogos Sotirios Stathakis Spyros Kapralos Kiriakos Giannopoulos Aris Kefalogiannis Ioannis Garifallos Andreas Gounas Antonios Aronis Markellos Sitarenios Ioannis Giannouris | mannen     | 10e       | groep A: 4de V van Nederland: 7-8 V van Roemenië: 4-6 V van Hongarije: 5-8 groep 7-12de plek: 4de W van Zweden: 9-5 W van Bulgarije: 6-4 V van Australië: 2-4 V van Italië: 3-4 V van Roemenië: 8-11 |

| Groep A |             |             |             |             |             |        |        |        |        |
| #       | Land        | Wedstrijden | Wedstrijden | Wedstrijden | Wedstrijden | Punten | Punten | Punten | Punten |
| #       | Land        | G           | W           | G           | V           | V      | T      | Saldo  | Punten |
| 1       | Hongarije   | 3           | 2           | 1           | 0           | 19     | 14     | +5     | 5      |
| 2       | Nederland   | 3           | 2           | 0           | 1           | 16     | 15     | +1     | 4      |
| 3       | Roemenië    | 3           | 1           | 1           | 1           | 15     | 15     | 0      | 3      |
| 4       | Griekenland | 3           | 0           | 0           | 3           | 16     | 22     | -6     | 0      |

| Ronde      | Datum  | Plaats      | Land | Score       | Land |
| ---------- | ------ | ----------- | ---- | ----------- | ---- |
| Groepsfase |        |             |      |             |      |
| 20 juli    | Moskou | Griekenland | 7-8  | Nederland   |      |
| 21 juli    | Moskou | Griekenland | 4-6  | Roemenië    |      |
| 22 juli    | Moskou | Hongarije   | 8-5  | Griekenland |      |

| Groep 7-12de plaats |             |             |             |             |             |        |        |        |        |
| #                   | Land        | Wedstrijden | Wedstrijden | Wedstrijden | Wedstrijden | Punten | Punten | Punten | Punten |
| #                   | Land        | G           | W           | G           | V           | V      | T      | Saldo  | Punten |
| 1                   | Australië   | 5           | 4           | 1           | 0           | 30     | 19     | +11    | 9      |
| 2                   | Italië      | 5           | 4           | 0           | 1           | 26     | 18     | +8     | 8      |
| 3                   | Roemenië    | 5           | 3           | 1           | 1           | 36     | 26     | +10    | 7      |
| 4                   | Griekenland | 5           | 2           | 0           | 3           | 28     | 28     | 0      | 4      |
| 5                   | Zweden      | 5           | 1           | 0           | 4           | 23     | 40     | -17    | 2      |
| 6                   | Bulgarije   | 5           | 0           | 0           | 5           | 25     | 37     | -12    | 0      |

| Ronde      | Datum  | Plaats      | Land | Score       | Land |
| ---------- | ------ | ----------- | ---- | ----------- | ---- |
| Groepsfase |        |             |      |             |      |
| 24 juli    | Moskou | Griekenland | 9-5  | Zweden      |      |
| 25 juli    | Moskou | Griekenland | 6-4  | Bulgarije   |      |
| 26 juli    | Moskou | Griekenland | 2-4  | Australië   |      |
| 28 juli    | Moskou | Griekenland | 3-4  | Italië      |      |
| 29 juli    | Moskou | Roemenië    | 11-8 | Griekenland |      |

### Worstelen
| Olympiër                 | Discipline  | Resultaat   | Prestatie |
| Vrije stijl              | Vrije stijl | Vrije stijl | Vrije stijl |
| ------------------------ | ----------- | ----------- | --- |
| Georgios Khatziioannidis | -62kg (m)   | Brons       | 1ste ronde: W van GBR Asen: 17-10 2de ronde: W van CMR Manga 3de ronde: W van VIE Tinh 4de ronde: V van CUB Cascaret: 5-18 5de ronde: vrij 6de ronde: V van URS Aboesjev 7de ronde: V van BUL Dukov |
| Grieks-Romeins           |             |             | |
| Haralambos Holidis       | -52kg (m)   | 8e          | 1ste ronde: V van BUL Mladenov 2de ronde: V van URS Bladigze |
| Stelios Mygiakis         | -62kg (m)   | Goud        | 1ste ronde: W van POL Lipien: 4-2 2de ronde: W van AFG Ghulam 3de ronde: G van SWE Malmkvist 4de ronde: vrij 5de ronde: W van URS Kramorenko 6de ronde: W van HUN Toth                              |
| Georgios Pozidis         | -90kg (m)   | 8e          | 1ste ronde: V van SWE Andersson: 13-16 2de ronde: W van GDR Horschel 3de ronde: V van HUN Növényi                                                                                                   |
| Georgios Poikilidis      | -100kg (m)  | 5e          | 1ste ronde: W van TCH Dvořák: 13-16 2de ronde: V van POL Bierla 3de ronde: V van YUG Memišević |

### Zeilen
| Olympiër                                                      | Discipline | Resultaat | Prestatie                        |
| ------------------------------------------------------------- | ---------- | --------- | -------------------------------- |
| Ilias Hatzipavlis                                             | finn       | 10e       | 89 punten: (DSQ-16-9-12-1-10-12) |
| Anastasios Bountouris Anastasios Gavrilis Aristidis Rapanakis | soling     | Brons     | 31,1 punten: (9-3-1-6-1-4-3)     |

### Zwemmen
| Olympiër                | Discipline           | Resultaat | Prestatie               |
| ----------------------- | -------------------- | --------- | ----------------------- |
| Athanasios Papageorgiou | 100m vlinderslag (m) | 22e       | serie 3: 5de in 57,84   |
| Athanasios Papageorgiou | 200m vlinderslag (m) | 17e       | serie 3: 5de in 2.06,80 |
| Athanasios Papageorgiou | 400m wisselslag (m)  | 20e       | serie 1: 4de in 4.39,44 |
|                         |                      |           |                         |
| Sofia Dara              | 200m vrije slag (v)  | 17e       | serie 1: 5de in 2.07,56 |
| Sofia Dara              | 400m vrije slag (v)  | 12e       | serie 1: 5de in 4.20,32 |
| Sofia Dara              | 800m vrije slag (v)  | 13e       | serie 2: 7de in 9.02,37 |

Afghanistan · Algerije · Andorra · Angola · Australië · België · Benin · Birma · Botswana · Brazilië · Bulgarije · Colombia · Congo-Brazzaville · Costa Rica · Cuba · Cyprus · Denemarken · Dominicaanse Republiek · Duitse Democratische Republiek · Ecuador · Ethiopië · Finland · Frankrijk · Griekenland · Groot-Brittannië · Guatemala · Guinee · Guyana · Hongarije · Ierland · IJsland · India · Irak · Italië · Jamaica · Joegoslavië · Jordanië · Kameroen · Koeweit · Laos · Lesotho · Libanon · Liberia · Libië · Luxemburg · Madagaskar · Mali · Malta · Mexico · Mongolië · Mozambique · Nederland · Nepal · Nicaragua · Nieuw-Zeeland · Nigeria · Noord-Korea · Oeganda · Oostenrijk · Peru · Polen · Portugal · Puerto Rico · Roemenië · San Marino · Senegal · Seychellen · Sierra Leone · Sovjet-Unie · Spanje · Sri Lanka · Syrië · Tanzania · Trinidad en Tobago · Tsjecho-Slowakije · Venezuela · Vietnam · Zambia · Zimbabwe · Zweden · Zwitserland